# 柳田泉
柳田 泉（やなぎだ いずみ、1894年（明治27年）4月27日 - 1969年（昭和44年）6月7日）は、日本の明治文学研究者・翻訳家。明治文学に関する資料収集・編纂、実証研究で多大な成果がある。

## 経歴
1894年、青森県中津軽郡豊田村（現・弘前市）生まれ。1918年に早稲田大学英文科を卒業。トルストイの小説や、『カーライル全集』、『ホイットマン全集』、『アミエルの日記』など英訳版からの重訳を含め、多くの思想哲学書を翻訳出版した。当初は英文学史研究を志したが、関東大震災で多くの書籍を火災で失ったことをきっかけに明治文学研究へと転向した。1924年には、吉野作造を中心に結成された「明治文化研究会」に参加。
1935年から母校の早稲田大学で文学史を講じ、のち文学部教授となった。『明治文化全集』（日本評論社）や『明治文学全集』（筑摩書房）の編集にも参画、多数の巻を校訂した。内田魯庵『紙魚繁昌記』（新版・平凡社東洋文庫）など、多くの魯庵の著書校訂も手掛けた。
太平洋戦争末期の空襲により、約1万5千冊の蔵書・資料を焼失したが、戦後も資料収集を続け、膨大な蔵書は没後早稲田大学図書館に寄贈され「柳田泉文庫」となった。
晩年は跡見学園女子大学の創設にかかわり、初代文学部長を務めた。1969年、肺炎のため死去。

## 著書

### 単著
- 『希臘思想の研究』春秋社〈新学芸講座 第2編〉、1922年6月。
- 『幸田露伴』岩波書店〈岩波講座日本文学〉、1932年11月。
- 『明治初期の翻訳文学』松柏館書店〈明治文学叢刊 第1巻〉、1935年2月。
- 『政治小説研究』 上巻、春秋社〈明治文学叢刊 第2巻〉、1935年5月。
- 『政治小説研究』 中巻、春秋社〈明治文学叢刊 第3巻〉、1935年10月。
- 『政治小説研究』 下巻、春秋社〈明治文学叢刊 第4巻〉、1939年7月。
  - 新訂版 『政治小説研究』 上・中・下巻、春秋社〈明治文学研究 8・9・10〉、1967年。
- 『明治初期翻訳文学年表』春秋社、1935年。
- 『随筆 明治文学』春秋社、1936年8月。
- 『続 随筆 明治文学』春秋社、1938年8月。
- 『東洋古典物語』千倉書房、1937年3月。
- 『伝記小説 孔子』千倉書房、1939年2月。
- 『成吉思汗と東西洋』鉄道総局人事局厚生課〈社員教養資料 第2輯〉、1939年3月。
- 『初期明治文学の輪郭』日本放送出版協会〈ラジオ新書 45〉、1941年4月。
- 『成吉思汗平話壮年のテムヂン』大観堂、1942年1月。
- 『幸田露伴』中央公論社、1942年2月。
  - 増補版 『幸田露伴』真善美社、1947年11月。
- 『明治・大正の海洋文学』くろがね会〈くろがね会海洋講座 第1輯〉、1942年3月。
- 『海洋文学と南進思想』日本放送出版協会〈ラジオ新書 94〉、1942年11月。
- 『南進思想の文学について』南洋経済研究所出版部〈南洋資料 第247号〉、1943年8月。
- 『明治建設人物伝』日本放送出版協会〈ラジオ新書 104〉、1943年9月。
- 『明治の人物 自由思想に貢献せる人々』東京講演会、1946年4月。
- 『哲人三宅雪嶺先生』実業之世界社、1956年4月。
- 『花袋文学の母胎』春秋社〈田山花袋の文学 1〉、1957年1月。
- 『少年花袋の文学』春秋社〈田山花袋の文学 2〉、1958年9月。
- 『啓蒙期文学』岩波書店〈岩波講座日本文学史 第13巻〉、1959年2月。
- 『若き坪内逍遥』春秋社〈明治文学研究 1〉、1960年9月。
  - 復刻 『若き坪内逍遥 明治文学研究Ⅰ』日本図書センター〈近代作家研究叢書 40〉、1984年9月。
- 『明治初期翻訳文学の研究』春秋社〈明治文学研究 5〉、1961年9月。
- 『日本革命の予言者 木下尚江』春秋社、1961年5月。
- 『明治文明史における大隈重信 早稲田大学創立八十年記念出版』早稲田大学出版部、1962年10月。
- 『明治の書物・明治の人』桃源社、1963年。
- 『心影・書影』桃源社、1964年6月。
- 『福地桜痴』吉川弘文館〈人物叢書129〉、1965年12月。オンデマンド版2020年
  - 新装版 『福地桜痴』吉川弘文館〈人物叢書〉、1989年2月。ISBN 9784642051460。
- 『明治初期の文学思想 上巻』春秋社〈明治文学研究 4〉、1965年3月。
- 『明治初期の文学思想 下巻』春秋社〈明治文学研究 6〉、1965年7月。
- 『「小説神髄」研究』春秋社〈明治文学研究 2〉、1966年11月。
  - 復刻 『「小説神髄」研究』日本図書センター〈近代作家研究叢書 55〉、1987年10月。ISBN 9784820506843。
- 明治文化研究会 編『柳田泉自伝』広文庫〈明治文化研究 第6集〉、1972年6月。
- 『西洋文学の移入』春秋社〈明治文学研究 7〉、1974年7月。全9冊刊
- 『明治文学研究夜話』《リキエスタ》の会、2001年4月。ISBN 9784887521384。「明治文学全集」月報連載
- 『随筆明治文学 1 政治篇・文学篇』平凡社〈東洋文庫 741〉、2005年8月。ISBN 9784582807417。
- 『随筆明治文学 2 文学篇・人物篇』平凡社〈東洋文庫 742〉、2005年9月。ISBN 9784582807424。
- 『随筆明治文学 3 人物篇・叢話篇』平凡社〈東洋文庫 744〉、2005年11月。ISBN 9784582807448。
- 川村伸秀 編『柳田泉の文学遺産 第一巻』右文書院、2009年9月。ISBN 9784842107271。
- 川村伸秀 編『柳田泉の文学遺産 第二巻』右文書院、2009年8月。ISBN 9784842107288。
- 川村伸秀 編『柳田泉の文学遺産 第三巻』右文書院、2009年6月。ISBN 9784842107295。

### 編集
- 中村正直『西国立志編―スマイルス自助論』冨山房百科文庫、1938年。校訂
- 内田魯庵『明治の作家』筑摩書房、1941年10月。
- 『柳田甫遺稿集 梅清集』柳田泉、1943年4月。
- 『明治政治小説集 1』筑摩書房〈明治文学全集 5〉、1966年。
- 『明治政治小説集 2』筑摩書房〈明治文学全集 6〉、1967年。
- 『福地桜痴集』筑摩書房〈明治文学全集 11〉、1966年6月。
- 『三宅雪嶺集』筑摩書房〈明治文学全集 33〉、1967年3月。
- 『幸田露伴集』筑摩書房〈明治文学全集 25〉、1968年11月。ISBN 9784480103253。
- 『民友社文学集』筑摩書房〈明治文学全集 36〉、1970年4月。
- 『世界名著解題』 第1巻、ゆまに書房〈書誌書目シリーズ 30〉、1991年2月。ISBN 9784896683868。
- 『世界名著解題』 第2巻、ゆまに書房〈書誌書目シリーズ 30〉、1991年2月。ISBN 9784896683875。
- 『世界名著解題』 第3巻、ゆまに書房〈書誌書目シリーズ 30〉、1991年2月。ISBN 9784896683882。

### 翻訳
- ジヨン・リイチ『人と人』大日本文明協会事務所、1921年2月。
- ジャコモ・レオパルディ『大自然と霊魂との対話』杜翁全集刊行会〈杜翁紀念文庫 4〉、1921年2月。
- ウォルト・ホイットマン『十一月の枝』杜翁全集刊行会〈杜翁紀念文庫 7〉、1921年5月。
- ヘンリー・デイヴィッド・ソロー『自然人の冥想』杜翁全集刊行会〈杜翁紀念文庫 10〉、1921年8月。
- ジョン・スチュアート・ミル『自由論』春秋社、1921年11月。
- ゴットホルト・エフライム・レッシング『ラオコオン』杜翁全集刊行会〈杜翁紀念文庫 第18篇〉、1922年4月。
- トーマス・カーライル『フランス大革命』春秋社〈カーライル全集 第1巻〉、1922年11月。
- ディミトリー・メレシュコフスキー『ピイタアとアレキシス』 前編、杜翁全集刊行会〈杜翁紀念文庫 15〉、1922年1月。
- ディミトリー・メレシュコフスキー『ピイタアとアレキシス』 後編、杜翁全集刊行会〈杜翁紀念文庫 61〉、1922年2月。
- レフ・トルストイ『十二月党員』春秋社、1923年6月。
- ブレーズ・パスカル『感想録』文明書院、1923年2月。
- トーマス・カーライル『英雄及英雄崇拝』春秋社〈カーライル全集 第5巻〉、1923年5月。
- トーマス・カーライル『サータア・リザータス』春秋社〈カーライル全集 第4巻〉、1924年1月。
- トーマス・カーライル『過去と現在』春秋社〈カーライル全集 第6巻〉、1924年9月。
- トーマス・カーライル『フランス大革命 第2部（憲法）』春秋社〈カーライル全集 第2巻〉、1925年5月。
- トーマス・カーライル『フランス大革命 第3部（ギロチン）』春秋社〈カーライル全集 第3巻〉、1925年9月。
- アンリ・フレデリック・アミエル『アミエルの日記』 後編、春秋社、1925年10月。
- チャールズ・ディケンズ『二都物語』新潮社〈世界文学全集 18〉、1928年10月。
- ラルフ・ワルド・エマーソン『代表偉人論・自然論・論文鈔』春秋社〈世界大思想全集 21〉、1931年3月。
- ラルフ・ワルド・エマーソン『自然論』春秋社〈春秋文庫 5〉、1933年5月。
- ラルフ・ワルド・エマーソン『代表偉人論』春秋社〈春秋文庫 3〉、1933年。

### 共著
- 明治文化研究会 編『明治文化研究論叢』一元社、1934年4月。
- 河竹繁俊、柳田泉『坪内逍遥』冨山房、1939年5月。
- 尾佐竹猛 編『明治文化の新研究』亜細亜書房、1944年3月。

### 共編
- 内田魯庵 著、斎藤昌三、柳田泉 編『魯庵随筆 紙魚繁昌記』書物展望社、1932年2月。改版1943年
- 内田魯庵 著、斎藤昌三・柳田泉 編『魯庵随筆 読書放浪』書物展望社、1932年6月。
- 内田魯庵 著、斎藤昌三・柳田泉 編『続 魯庵随筆 紙魚繁昌記』書物展望社、1934年。復刻・沖積舎（正・続）、2001年
- 山田美妙 著、柳田, 泉、塩田, 良、小泉, 苳 編『美妙選集』 （上・下）、立命館出版部、1935年10月。
- 内田魯庵 著、柳田泉、木村毅 編『魯庵随筆 気紛れ日記』双雅房、1936年6月。
- 柳田泉・勝本清一郎・猪野謙二 編『座談会 明治文学史』岩波書店、1961年6月。
- 柳田泉・勝本清一郎・猪野謙二 編『座談会 大正文学史』岩波書店、1965年4月。
- 柳田泉・長島健 編『坪内逍遥 會津八一往復書簡』中央公論美術出版、1968年12月。
- 内田魯庵 著、斎藤昌三・柳田泉編、紅野敏郎解説 編『読書放浪　魯庵随筆』平凡社〈東洋文庫 603〉、1996年8月。ISBN 9784582806038。ワイド版2009年
- 柳田泉・勝本清一郎・猪野謙二 編『座談会明治・大正文学史（1）』岩波書店〈岩波現代文庫 文芸 6〉、2000年1月。ISBN 9784006020064。
- 柳田泉・勝本清一郎・猪野謙二 編『座談会明治・大正文学史（2）』岩波書店〈岩波現代文庫 文芸 7〉、2000年2月。ISBN 9784006020071。
- 柳田泉・勝本清一郎・猪野謙二 編『座談会明治・大正文学史（3）』岩波書店〈岩波現代文庫 文芸 8〉、2000年5月。ISBN 9784006020088。
- 柳田泉・勝本清一郎・猪野謙二 編『座談会明治・大正文学史（4）』岩波書店〈岩波現代文庫 文芸 9〉、2000年5月。ISBN 9784006020095。
- 柳田泉・勝本清一郎・猪野謙二 編『座談会明治・大正文学史（5）』岩波書店〈岩波現代文庫 文芸 10〉、2000年6月。ISBN 9784006020101。
- 柳田泉・勝本清一郎・猪野謙二 編『座談会明治・大正文学史（6）』岩波書店〈岩波現代文庫 文芸 11〉、2000年7月。ISBN 9784006020118。

### 共訳
- キング 著、柳田泉・宮沢未男 訳『生活費省減問題』大日本文明協会事務所、1919年8月。
- フレデリック・アウスチン・オッグ 著、柳田泉・宮沢未男 訳『現代の社会的進歩』大日本文明協会、1919年12月。
- デーヴィッド・ハーバート・ローレンス 著、宮島新三郎・柳田泉 訳『小説 虹』新潮社、1924年6月。
- ジャン＝ジャック・ルソー 著、平林初之輔・柳田泉 訳『エミール』 上巻、春秋社〈世界家庭文学名著選〉、1924年4月。
- ジャン＝ジャック・ルソー 著、平林初之輔・柳田泉 訳『エミール』 下巻、春秋社〈世界家庭文学名著選〉、1924年5月。
- レフ・トルストイ 著、柳田泉・古館清太郎 訳『人生論・芸術論』春秋社〈春秋文庫 第三部 39〉、1933年。

### 目録
- 『柳田泉先生年譜並著作目録』柳田先生記念会、1965年2月。
- 「故柳田泉先生著述目録（昭和40年以降）」『国文学研究』第40号、早稲田大学国文学会、1969年6月、111-113頁、NAID 40001362343。
- 「柳田泉著・編・翻訳書目録」『日本古書通信』第34巻第7号、日本古書通信社、1969年7月、13-14頁、NAID 40002911722。
- 『柳田泉文庫目録』早稲田大学図書館〈早稲田大学図書館文庫目録 第12輯〉、1988年3月。

## 論文
- 「近代日本文豪伝・幸田露伴――露伴の文学・露伴と紅葉」『読書展望』第3巻第9号、読書展望社、1948年9月、11-15頁、NAID 40002694449。
- 「子規と湖村と」『丹頂』第1巻第6号、丹頂書房、1948年10月、8-11頁、NAID 40002328246。
- 「木下尚江」『文学』第17巻第3号、岩波書店、1949年3月、57-63頁、NAID 40003388338。
- 「緑雨と桜痴――開化期の諷刺文学」『書物展望』第16巻第3号、書物展望社、1949年8月、1-10頁、NAID 40001873775。
- 「明治文学随想」『文芸公論』第1巻第4号、丹頂書房、1949年9月、35-39頁、NAID 40003414757。
- 「雑誌のはじめ」『新小説』第5巻第4号、春陽堂、1950年4月、60-61頁、NAID 40001908166。
- 「明治小説のモデルについて」『国文学解釈と鑑賞』第15巻第7号、至文堂、1950年7月、28-32頁、NAID 40001342298。
- 「戯作文学のはなし――明治はじめの文学 ―1―」『新日本文学』第5巻第5号、新日本文学会、1950年7月、9-13頁、NAID 40001944594。
- 「戯作文学のはなし ―2―」『新日本文学』第5巻第6号、新日本文学会、1950年8月、44-53頁、NAID 40001944460。
- 「明治文学の現代的生命」『国文学解釈と鑑賞』第16巻第1号、至文堂、1951年1月、25-33頁、NAID 40001341427。
- 「明治初期文学と福沢諭吉先生 ―昭和廿五年一月十日、慶応義塾にての講演― （昭和二十六年九月補訂）」『国文学研究』第5号、早稲田大学国文学会、1951年12月、37-47頁、NAID 120005480061。
- 「近代日本における政治と文学の交流――明治新政府文芸政策の一端」『人文科学研究』第11号、早稲田大学人文科学研究所、1952年5月、1-44頁、NAID 40001947103。
- 「紅葉山人の父谷斎の武田姓」『明治大正文学研究』第9号、東京堂、1952年12月、19-25頁、NAID 40003636204。
- 「雲井竜雄詩文集――わが読書」『群像』第8巻第12号、講談社、1953年12月、185頁、NAID 40000821463。
- 「藤村兄弟の文学について」『国文学研究』第9・10号、早稲田大学国文学会、1954年3月、665-687頁、NAID 120005480141。
- 「藤村の恋愛」『文芸』第11号、河出書房、1954年9月、71-77頁、NAID 40003409255。
- 「二葉亭四迷とその周囲」『文学』第22巻第10号、岩波書店、1954年10月、1037-1047頁、NAID 40003388560。
- 「女学雑誌」『文学』第23巻第1号、岩波書店、1955年1月、NAID 40003382965。
- 「二葉亭とその周囲」『文学』第23巻第2号、岩波書店、1955年2月、164-179頁、NAID 40003382985。
- 「明治に於ける社会主義文学の勃興と展開」『明治大正文学研究』第15号、東京堂、1955年2月、1-33頁、NAID 40003636026。
- 「二葉亭とその周囲」『文学』第23巻第5号、岩波書店、1955年5月、501-512頁、NAID 40003382863。
- 「尚江遺稿への序章」『文学』第23巻第7号、岩波書店、1955年7月、NAID 40003382875。
- 「鏡花憶語」『文庫』第46号、岩波書店、1955年7月、NAID 40003430954。
- 「文学改良運動」『国語と国文学』第32巻第10号、至文堂、1955年10月、8-23頁、NAID 40001293679。
- 「涙香以前から涙香へ」『日本古書通信』第21巻第3号、日本古書通信社、1956年3月、1-5頁、NAID 40002910982。
- 「山極圭司著「木下尚江」」『文学』第24巻第4号、岩波書店、1956年4月、NAID 40003383055。
- 「蘆花文学の思い出」『文庫』第56号、岩波書店、1956年4月、NAID 40003431034。
- 「言語表現と明治の翻訳文学」『言語生活』第67号、筑摩書房、1957年4月、25-31頁、NAID 40001066232。
- 「「栗本鋤雲」について」『世界』第142号、岩波書店、1957年10月、293-297頁、NAID 40002094409。
- 「虚白堂漫筆 ―上―」『日本古書通信』第23巻第10号、日本古書通信社、1958年10月、NAID 40002911068。
- 「虚白堂漫筆 ―中―」『日本古書通信』第23巻第11号、日本古書通信社、1958年10月、NAID 40002911072。
- 「虚白堂漫筆 ―下―」『日本古書通信』第23巻第12号、日本古書通信社、1958年10月、NAID 40002911077。
- 「中村光夫著「二葉亭四迷伝」」『文学』第27巻第2号、岩波書店、1959年2月、NAID 40003383499。
- 「紙魚をはらう-1-」『日本古書通信』第24巻第5号、日本古書通信社、1959年4月、NAID 40002911101。
- 「紙魚をはらう-2-」『日本古書通信』第24巻第6号、日本古書通信社、1959年4月、NAID 40002911105。
- 「二葉亭四迷「余の思想史」解説」『文学』第27巻第7号、岩波書店、1959年7月、NAID 40003383582。
- 「私の近代文学研究事始」『群像』第14巻第8号、講談社、1959年8月、169-172頁、NAID 40000817962。
- 「紙魚をはらう ―完―」『日本古書通信』第24巻第11号、日本古書通信社、1959年10月、NAID 40002911125。
- 「古い記憶から――社会主義小説「小人世界」 ―1―」『文学』第27巻第12号、岩波書店、1959年12月、NAID 40003383601。
- 「古い記憶から ―2―」『文学』第28巻第1号、岩波書店、1960年1月、NAID 40003383644。
- 「古い記憶から ―3―」『文学』第28巻第2号、岩波書店、1960年2月、NAID 40003383672。
- 「古い記憶から ―4―」『文学』第28巻第3号、岩波書店、1960年3月、NAID 40003383651。
- 「社会小説家・金子春夢」『文学』第28巻第5号、岩波書店、1960年5月、555-559頁、NAID 40003383690。
- 「平田久の社会思想と森田思軒の「社会の罪」――古い記憶から ―6―」『文学』第28巻第7号、岩波書店、1960年7月、771-778頁、NAID 40003383713。
- 「原抱一庵の「闇中政治家」――古い記憶から ―7―」『文学』第28巻第10号、岩波書店、1960年10月、NAID 40003383761。
- 「詩人時代の柳田国男先生」『文学』第29巻第1号、岩波書店、1961年1月、74-91頁、NAID 40003383817。
- 「日本文学におけるホセ・リサール」『文学』第29巻第7号、岩波書店、1961年7月、853-863頁、NAID 40003383903。
- 「よき時代の古書漁り――柳田泉氏に聞く」『日本古書通信』第26巻第10号、日本古書通信社、1961年10月、NAID 40002911221。
- 「あゝ少雨荘老兄」『学苑』第266号、昭和女子大学近代文化研究所、1962年2月、NAID 40000440555。
- 「読者的立場の確立――明治文学における試論」『文学』第30巻第11号、岩波書店、1962年11月、NAID 40003384096。
- 「魏叔子と二葉亭四迷」『国文学 解釈と鑑賞』第28巻第6号、至文堂、1963年5月、NAID 40001329377。
- 「政治小説の文体と発想」『国文学 解釈と鑑賞』第28巻第11号、ぎょうせい、1963年9月、NAID 40001329439。
- 「明治日本のユートピア思想」『世界』第217号、岩波書店、1964年1月、240-248頁、NAID 40002096854。
- 「大正時代の記憶」『文学』第32巻第11号、岩波書店、1964年11月、NAID 40003384383。
- 「大正時代の思い出」『国文学 解釈と教材の研究』第10巻第3号、学燈社、1965年2月、NAID 40001345881。
- 「初期の西洋小説 ―上―」『日本古書通信』第30巻第3号、日本古書通信社、1965年3月、NAID 40002911373。
- 「初期の西洋小説 ―中―」『日本古書通信』第30巻第4号、日本古書通信社、1965年4月、NAID 40002911381。
- 「初期の西洋小説 ―下―」『日本古書通信』第30巻第5号、日本古書通信社、1965年6月、NAID 40002911388。
- 「古賀茶渓著「度日閑言」（最終講義）」『早稲田大学史記要』第1巻第1号、早稲田大学大学史資料センター、1965年6月、213-221頁、NAID 40003928804。
- 「露伴先生蔵書瞥見記 ―1―」『文学』第34巻第3号、岩波書店、1966年3月、102-112頁、NAID 40003387273。
- 「露伴先生蔵書瞥見記 ―2―」『文学』第34巻第4号、岩波書店、1966年4月、103-112頁、NAID 40003387284。
- 「楊炎と大隈」『早稲田大学史記要』第1巻第3号、早稲田大学大学史資料センター、1967年1月、1-32頁、NAID 40003928806。
- 「勝本清一郎のことども」『文学』第35巻第5号、岩波書店、1967年5月、97-99頁、NAID 40003387439。
- 「村井弦斎「日の出島」について（遺稿）」『文学』第37巻第8号、岩波書店、1969年8月、120-127頁、NAID 40003387742。

### 博士論文
- 「政治小説研究」、早稲田大学、1958年11月18日、NAID 500000491452。